# Pandemia de COVID-19 en Luisiana
El primer caso de la pandemia de enfermedad por coronavirus en Luisiana, estado de los Estados Unidos, inició el 9 de marzo de 2020. Hay 42.486 casos confirmados, 31.728 recuperados y 2.931 fallecidos.

## Cronología

### Marzo
El 9 de marzo, el primer caso presuntivo de coronavirus en el estado se informó en la área metropolitana de Nueva York. El paciente es veterano y residente de la parroquia de Jefferson. El 10 de marzo, los funcionarios estatales confirmaron 2 nuevos casos también en el área metropolitana de Nueva Orleans, lo que eleva el total del estado a 3, con 3 casos presuntivos adicionales enviados a los CDC para su confirmación. El alcalde Latoya Cantrell y otros funcionarios de la ciudad anunciaron la cancelación de los desfiles de fin de semana como medida de precaución.
El 11 de marzo, el número total de casos aumentó a 13, con 10 nuevos casos positivos presuntamente reportados en 6 parroquias, la primera fuera del área metropolitana de Orleans y en las parroquias fluviales. El 12 de marzo, Grambling State University anunció restricciones de viaje para evitar la propagación del coronavirus.
El 13 de marzo, el gobernador Edwards emitió una orden que prohíbe las reuniones de más de 250 personas y el cierre de todas las escuelas públicas K-12 del 16 de marzo al 13 de abril, ya que el número de casos aumentó a 36. El Arzobispo Gregory Aymond de la Arquidiócesis de Nueva Orleans anunció que todas las escuelas católicas cerrarían del 16 de marzo al 13 de abril, luego de la decisión del gobernador John B. Edwards de cerrar las escuelas públicas en Luisiana. Además, el arzobispo anunció que todas las personas estaban exentas de la obligación de asistir a misa hasta el 13 de abril, aunque no llegaron a suspender misas públicas.
A principios del 14 de marzo, el Departamento de Salud de Luisiana anunció que el número de casos aumentó a 51. Esa misma noche, el número de casos aumentó a 77, y se informó la primera muerte. Ese total incluye 1 caso donde el residente está siendo tratado en Luisiana pero vive fuera del estado.
En la mañana del 15 de marzo, el gobernador John B. Edwards anunció que se habían confirmado 14 casos positivos adicionales en Luisiana, así como la segunda muerte del estado: una persona de 53 años de la parroquia de Orleans con afecciones médicas subyacentes. Esto llevó el número total de casos a 91. Más tarde esa noche, se confirmaron otros 12 casos, lo que eleva el número total de casos a 103.
Durante la mañana del 16 de marzo, el Departamento de Salud de Luisiana confirmó otros 11 casos positivos de COVID-19 en el estado, lo que eleva el total a 114. El gobernador Edwards informó que el número de casos había aumentado a 136 por la tarde e informó que una tercera persona murió debido al coronavirus.

### Abril
Para inicios de abril y finales de marzo, Nueva Orleans tiene una tasa de mortalidad por COVID-19 que es el doble que la de la ciudad de Nueva York y cuatro veces la de Seattle. Los funcionarios de salud dicen que la culpa es la obesidad, la diabetes y la hipertensión de buena parte de sus habitantes.
El 4 de abril, un artículo declaró que la parroquia de St. John the Baptist tenía "la tasa de mortalidad por coronavirus per cápita más alta de la nación".
El 13 de abril, los empleados del estado comenzaron a producir en masa equipos de protección personal para el personal médico esencial.
Hasta el 22 de abril, había más de 2,400 casos de coronavirus y casi 500 muertes en centros de atención residencial para adultos, que incluyen hogares de ancianos, en todo Luisiana.

### Mayo
El 5 de mayo, los trabajadores de saneamiento en Nueva Orleans se declararon en huelga por falta de equipo de protección y pago de riesgos.
El 15 de mayo, el gobernador Edwards levantó la orden Stay at Home permitiendo que las empresas reabrieran.
El 20 de mayo, todos los edificios públicos de la ciudad-parroquia se reabrieron con pautas estrictas de protección.
El 21 de mayo, el Departamento de Salud de Luisiana anunció 1188 casos recientemente reportados. El 62% (682) de ellos provenían de laboratorios que informaron por primera vez, lo que refleja casos que se remontan hasta el 25/03/20.
El 26 de mayo, el Departamento de Salud de Luisiana informó que ha habido 245 nuevos casos positivos y 11 nuevas muertes.
El 27 de mayo, el gobernador Edwards anunció que hay 13 casos y una muerte por Síndrome Inflamatorio Multisistémico (MIS-C) en niños de todo el estado. Existe una correlación entre los niños que han estado expuestos a COVID-19 y MIS-C.

### Junio
A partir del 1 de junio, Lafayette ha experimentado el promedio más alto de siete días de casos positivos de COVID-19 desde abril. Hubo 119 casos nuevos en los últimos siete días. Múltiples empleados de la planta de procesamiento de productos lácteos Borden y plantas de procesamiento de cangrejos de río en la parroquia de Acadia han dado positivo.
El 5 de junio, el gobernador Edwards anunció que Luisiana pasará a la Fase 2 de las pautas de reapertura de la Casa Blanca. Esto significa que las empresas que habían estado operando al 25% de su capacidad en la Fase 1 ahora pueden operar al 50% de su capacidad. Se permitirá la apertura de negocios que anteriormente habían estado cerrados, como spas, salones de tatuajes, centros de eventos y salones de masajes. La Fase 2 durará al menos 21 días en los cuales el Gobernador evaluará si el estado puede pasar a la Fase 3 o no.

## Respuesta gubernamental

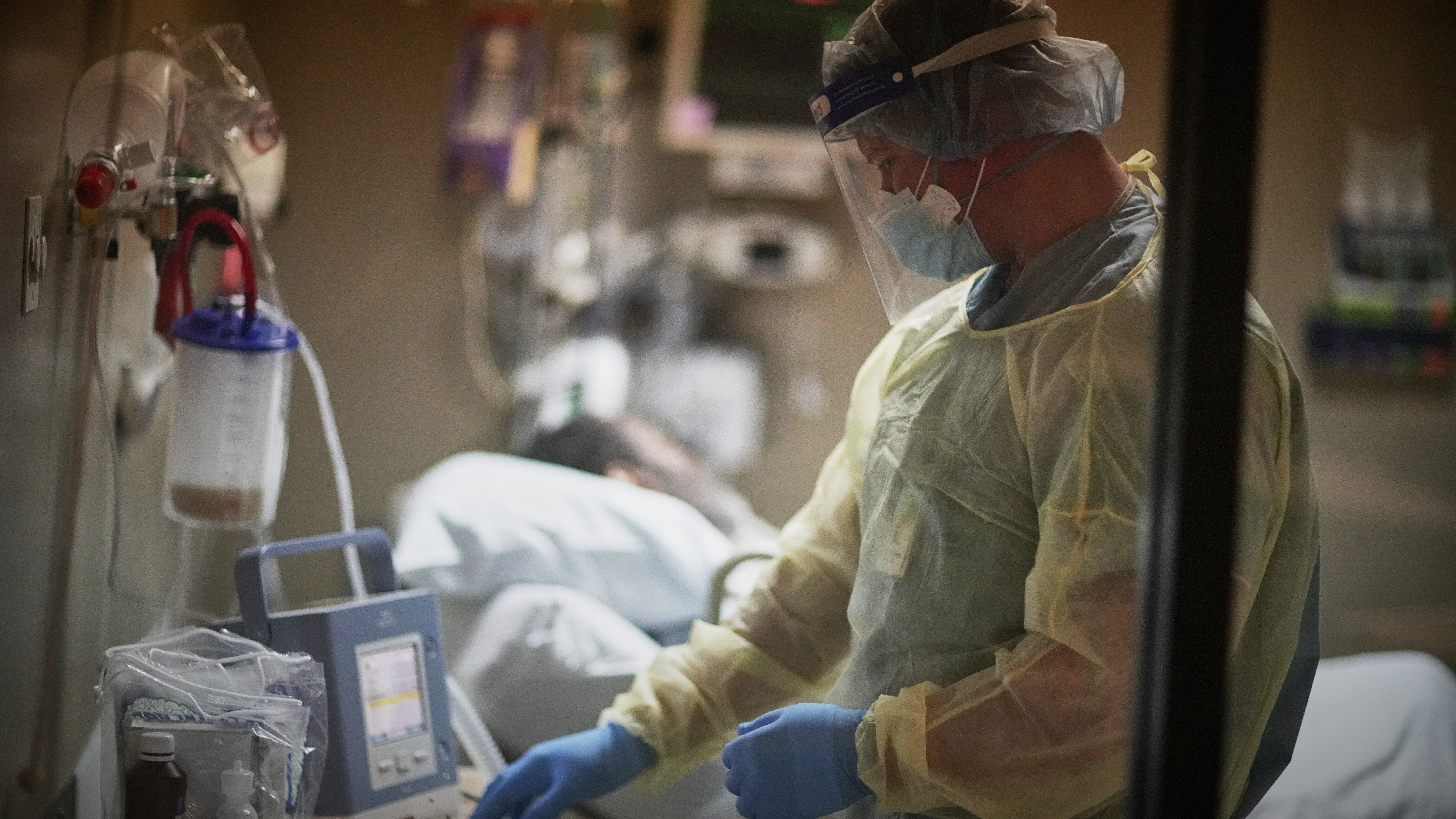
Médico de la Guardia Nacional de los Estados Unidos verifica a un paciente conectado a un ventilador durante un turno nocturno en la UCI del campus de Baton Rouge General Mid City en la ciudad de Baton Rouge.

El gobernador Edwards anunció que las escuelas cerrarían hasta el 13 de abril. El gobernador Edwards también firmó una orden ejecutiva el 13 de marzo posponiendo todas las elecciones de Luisiana en los meses de abril y mayo, incluidas las primarias demócratas de Luisiana, hasta junio y julio, respectivamente. Se espera que las primarias presidenciales se celebren el 20 de junio de 2020.
Localmente, el alcalde de Slidell, Greg Cromer, hizo una declaración el 14 de marzo, ordenando el cierre de las escuelas públicas y el estado de emergencia que el gobernador Edwards anunció previamente. El alcalde Cromer también anunció el cierre del Centro Cultural Slidell, la cancelación del festival cultural Tarde de Arte de la Ciudad de Slidell y la reprogramación de la Serie de Conciertos Bayou Jam en Heritage Park. Reafirmó que el Museo Slidell y los Museos Slidell Mardi Gras permanecerían abiertos.
El 16 de marzo, el gobernador Edwards emitió una orden ejecutiva en todo el estado que prohíbe las reuniones públicas de más de 50 personas y ordena el cierre de bares, boleras, juegos de casino (incluidos casinos y video póker), instalaciones de fitness y salas de cine a partir de marzo 17 hasta el 13 de abril. Los restaurantes también estaban restringidos al servicio de comida para llevar y entrega únicamente.
El 22 de marzo, el Gobernador Edwards anunció una orden estatal de permanencia en el hogar vigente hasta el 12 de abril en una conferencia de prensa. El 31 de marzo, la orden se extendió al menos hasta el 30 de abril.
El 26 de marzo, el alcalde Cantrell criticó la pronta respuesta de la administración Trump a la pandemia y admitió que habría cancelado las festividades de Mardi Gras en Nueva Orleans si hubiera recibido información más suficiente de las autoridades federales sobre los riesgos potenciales. Ella explicó que "no nos dieron una advertencia o incluso nos dijeron: 'Mira, ¿sabes qué? No tengo Mardi Gras'", y que "si el gobierno federal no responde o dice que estamos potencialmente en el a punto de tener una crisis por la pandemia que llega a los Estados Unidos, eso cambiaría todo. Pero eso no estaba sucediendo".
El gobernador Edwards se asoció con el Departamento de Salud de Luisiana el 8 de mayo para desarrollar un plan para contratar a 700 residentes de Luisiana como buscadores de contacto, quienes entrevistan y aconsejan a aquellos que dieron positivo para COVID-19 para determinar quién más en sus vidas podría estar en riesgo para contraer el virus. La Secretaria de LDH, Dra. Courtney Phillips, reconoció que esta medida solo funcionará si las personas contactadas por los rastreadores se autoaislan.